# قوني (إيران)
قوني هي قرية في مقاطعة أرومية، إيران. يقدر عدد سكانها بـ 835 نسمة بحسب إحصاء 2016.